# Pacyficzka zmienna
Pacyficzka zmienna (Pomarea mendozae) – gatunek małego ptaka z rodziny monarek (Monarchidae). Endemiczny dla wyspy Moho Tani w archipelagu Markizów. Zagrożony wyginięciem.

## Taksonomia i zasięg występowania
Z pacyficzki zmiennej wyodrębniono pacyficzkę atolową (P. mira) oraz pacyficzkę samotną (P. nukuhivae). Obecnie wyróżnia się dwa podgatunki:
- P. m. mendozae † (Hartlaub, 1854) – podgatunek wymarły, zasiedlał wyspy Tahuata i Hiva Oa w archipelagu Markizów
- P. m. motanensis Murphy & Mathews, 1928 – wyspa Moho Tani

## Morfologia
U obecnie wymarłego podgatunku nominatywnego dokonane zostały pomiary na 10 samcach i 5 samicach, zamieszczone w 1928 roku w The American Museum Novitates. Długość skrzydła wynosiła 88–95 mm, ogona 70–79 mm, dzioba 17,8 mm, a skoku 28 mm. Dodana została informacja, że pacyficzkę zmienną cechują te same wymiary i proporcje, co u pacyficzki czarnej (P. nigra). Samiec jest całkowicie czarny z szarym dziobem. Samica posiada biały grzbiet, kuper, obrzeżenia lotek drugorzędowych i zgięcie skrzydeł. U podgatunku motanensis wśród 20 zbadanych osobników większe były długość skrzydła (94–103 mm) i dzioba (18–20 mm); upierzenie różniło się nieznacznie jedynie u ptaków młodocianych.

## Status i zagrożenia
Według IUCN gatunek klasyfikowany jest jako zagrożony wyginięciem (EN – endangered). Zasięg jego występowania wynosi 13 km² i ograniczony jest do suchych lasów, porośniętych rośliną Pisonia grandis z rodziny dziwaczkowatych. Zagrożenie dla gatunku stanowi drapieżnictwo ze strony zdziczałych kotów oraz szczurów polinezyjskich (Rattus exulans), a także niszczenie środowiska przez owce; zakazanie polowań na zwierzęta na tej wyspie przyczyniło się do zwiększenia liczby owiec. Do wyginięcia podgatunku nominatywnego, ostatni raz widzianego w 1975 roku, przyczyniło się drapieżnictwo introdukowanego puchacza wirginijskiego (Bubo virginianus), a także majny brunatnej (Acridotheres tristis). Całkowita populacja szacowana jest na 80–125 par.